# Cala Rovira
La cala Rovira és una platja urbana del municipi de Castell d'Aro, Platja d'Aro i s'Agaró (Baix Empordà), situada entre la punta d'en Ramis, al sud, que la separa de la platja Gran d'Aro, i la punta de cala Rovira, al nord, on comença un tram de roquissar amb moltes cales petites. Orientada al sud-est, té una longitud de 219 m i una amplada que varia entre 35 i 40 m, formada per sorra gruixuda de color daurat. El pendent d'entrada a l'aigua és una mica pronunciat, amb el fons de sorra a l'entrada al mar, i de roques als pocs metres. Hi desemboquen la riera de Can Carboner i un petit torrent al nord.
Disposa de tots els serveis: salvament, dutxes, lavabos, punt d’auxili, rampes per a persones amb mobilitat reduïda, zona infantil i lloguer de gandules, para-sols i patins de pedals. A la tarda de seguida es queda a l'ombra. A l'extrem nord comença el camí de ronda, que recorre les petites cales fins a arribar al gran sorral de Sant Antoni de Calonge.
L'Agència Catalana de l'Aigua efectua un control setmanal de la qualitat de l'aigua, durant la temporada de bany, amb el resultat d'excel·lent. La platja ha estat distingida amb el distintiu de Bandera Blava, que reconeix internacionalment la qualitat de l'aigua i serveis.